# Golden Globe 1974
La 31ª edizione della cerimonia di premiazione di Golden Globe si è tenuta il 28 gennaio 1974 al Beverly Hilton Hotel di Beverly Hills, California.
Linda Meiklejohn è stata la Golden Globe Ambassador dell'edizione.

## Premi per il cinema
Vengono di seguito indicati in grassetto i vincitori. Ove ricorrente e disponibile, viene indicato il titolo in lingua italiana e quello in lingua originale tra parentesi.

### Miglior film drammatico
- L'esorcista (The Exorcist), regia di William Friedkin
- Un grande amore da 50 dollari (Cinderella Liberty), regia di Mark Rydell
- Il giorno dello sciacallo (The Day of the Jackal), regia di Fred Zinnemann
- Salvate la tigre (Save the Tiger), regia di John G. Avildsen
- Serpico (Serpico ), regia di Sidney Lumet
- Ultimo tango a Parigi, regia di Bernardo Bertolucci

### Miglior film commedia o musicale
- American Graffiti (American Graffiti), regia di George Lucas
- Jesus Christ Superstar (Jesus Christ Superstar), regia di Norman Jewison
- Paper Moon - Luna di carta (Paper Moon), regia di Peter Bogdanovich
- Tom Sawyer (Tom Sawyer), regia di Don Taylor
- Un tocco di classe (A Touch of Class), regia di Melvin Frank

### Miglior regista
- William Friedkin - L'esorcista (The Exorcist)
- George Lucas - American Graffiti (American Graffiti)
- Fred Zinnemann - Il giorno dello sciacallo (The Day of the Jackal)
- Peter Bogdanovich - Paper Moon - Luna di carta (Paper Moon)
- Bernardo Bertolucci - Ultimo tango a Parigi

### Miglior attore in un film drammatico
- Al Pacino - Serpico (Serpico)
- Robert Blake - Electra Glide (Electra Glide in Blue)
- Jack Nicholson - L'ultima corvé (The Last Detail)
- Steve McQueen - Papillon (Papillon)
- Jack Lemmon - Salvate la tigre (Save the Tiger)

### Migliore attrice in un film drammatico
- Marsha Mason - Un grande amore da 50 dollari (Cinderella Liberty)
- Elizabeth Taylor - Mercoledì delle ceneri (Ash Wednesday)
- Ellen Burstyn - L'esorcista (The Exorcist)
- Joanne Woodward - Summer Wishes, Winter Dreams (Summer Wishes, Winter Dreams)
- Barbra Streisand - Come eravamo (The Way We Were)

### Miglior attore in un film commedia o musicale
- George Segal - Un tocco di classe (A Touch of Class)
- Richard Dreyfuss - American Graffiti (American Graffiti)
- Carl Anderson - Jesus Christ Superstar (Jesus Christ Superstar)
- Ted Neeley - Jesus Christ Superstar (Jesus Christ Superstar)
- Ryan O'Neal - Paper Moon - Luna di carta (Paper Moon)

### Migliore attrice in un film commedia o musicale
- Glenda Jackson - Un tocco di classe (A Touch of Class)
- Liv Ullmann - La signora a 40 carati (40 Carats)
- Cloris Leachman - Charley e l'angelo (Charley and the Angel)
- Yvonne Elliman - Jesus Christ Superstar (Jesus Christ Superstar)
- Tatum O'Neal - Paper Moon - Luna di carta (Paper Moon)

### Miglior attore non protagonista
- John Houseman - Esami per la vita (The Paper Chase)
- Max von Sydow - L'esorcista (The Exorcist)
- Randy Quaid - L'ultima corvé (The Last Detail)
- Jack Gilford - Salvate la tigre (Save the Tiger)
- Martin Balsam - Summer Wishes, Winter Dreams (Summer Wishes, Winter Dreams)

### Migliore attrice non protagonista
- Linda Blair - L'esorcista (The Exorcist)
- Kate Reid - Un equilibrio delicato (A Delicate Balance)
- Valentina Cortese - Effetto notte (La nuit américaine)
- Madeline Kahn - Paper Moon - Luna di carta (Paper Moon)
- Sylvia Sidney - Summer Wishes, Winter Dreams (Summer Wishes, Winter Dreams)

### Migliore attore debuttante
- Paul Le Mat - American Graffiti (American Graffiti)
- Kirk Calloway - Un grande amore da 50 dollari (Cinderella Liberty)
- Robby Benson - Jeremy (Jeremy)
- Carl Anderson - Jesus Christ Superstar (Jesus Christ Superstar)
- Ted Neeley - Jesus Christ Superstar (Jesus Christ Superstar)

### Migliore attrice debuttante
- Tatum O'Neal - Paper Moon - Luna di carta (Paper Moon)
- Kay Lenz - Breezy (Breezy)
- Michelle Phillips - Dillinger (Dillinger)
- Linda Blair - L'esorcista (The Exorcist)
- Barbara Sigel - Time to Run (Time to Run)

### Migliore sceneggiatura
- William Peter Blatty - L'esorcista (The Exorcist)
- Darryl Ponicsan - Un grande amore da 50 dollari (Cinderella Liberty)
- Kenneth Ross - Il giorno dello sciacallo (The Day of the Jackal)
- David S. Ward - La stangata (The Sting)
- Melvin Frank e Jack Rose - Un tocco di classe (A Touch of Class)

### Migliore colonna sonora originale
- Neil Diamond - Il gabbiano Jonathan Livingston (Jonathan Livingston Seagull)
- Michel Legrand - Breezy (Breezy)
- John Williams - Un grande amore da 50 dollari (Cinderella Liberty)
- Georges Delerue - Il giorno del delfino (The Day of the Dolphin)
- Alan Price - O Lucky Man (O Lucky Man!)
- John Williams, Richard M. Sherman e Robert B. Sherman - Tom Sawyer (Tom Sawyer)

### Migliore canzone originale
- The Way We Were, musica di Marvin Hamlisch, testo di Alan Bergman e Marilyn Bergman - Come eravamo (The Way We Were)
- Breezy's Song, musica di Michel Legrand, testo di Alan Bergman e Marilyn Bergman - Breezy  (Breezy)
- Lonely Looking Sky, musica e testo di Neil Diamond - Il gabbiano Jonathan Livingston (Jonathan Livingston Seagull)
- Rosa Rosa, musica di Dov Seltzer, testo di Haim Hefer - Kazablan (Kazablan)
- Send a Little Love My Way, musica di Henry Mancini, testo di Hal David  - I duri di Oklahoma (Oklahoma Crude)
- All That Love Went to Waste, musica di George Barrie, testo di Sammy Cahn - Un tocco di classe (A Touch of Class)

### Miglior film straniero
- Il pedone (Der fußgänger), regia di Maximilian Schell (Repubblica Federale Tedesca)
- Alfredo, Alfredo (Alfredo, Alfredo), regia di Pietro Germi (Italia)
- Kazablan (Kazablan), regia di Menahem Golan (Israele)
- Effetto notte (La nuit américaine), regia di François Truffaut (Francia)
- L'amerikano (État de siège), regia di Costa-Gavras (Francia)

### Miglior documentario
- Ciò che l'occhio non vede (Visions of Eight), regia di Jim Clark
- Love (Love)
- The Movies That Made Us (The Movies That Made Us)
- The Second Gun (The Second Gun), regia di Gérard Alcan
- Wattstax (Wattstax), regia di Mel Stuart

## Premi per la televisione
Vengono di seguito indicati in grassetto i vincitori. Ove ricorrente e disponibile, viene indicato il titolo in lingua italiana e quello in lingua originale tra parentesi.

### Miglior serie drammatica
- Una famiglia americana (The Waltons)
- Cannon (Cannon)
- Hawkins (Hawkins)
- Mannix (Mannix)
- Sulle strade della California (Police Story)

### Miglior serie commedia o musicale
- Arcibaldo (All in the Family)
- The Carol Burnett Show (The Carol Burnett Show)
- Mary Tyler Moore (The Mary Tyler Moore Show)
- Sanford and son (Sanford and Son)
- The Sonny and Cher Comedy Hour (The Sonny and Cher Comedy Hour)

### Miglior attore in una serie drammatica
- James Stewart - Hawkins (Hawkins)
- David Carradine - Kung Fu (Kung Fu)
- Mike Connors - Mannix (Mannix)
- Robert Young - Marcus Welby (Marcus Welby, M.D.)
- Richard Thomas - Una famiglia americana (The Waltons)
- Peter Falk - Colombo (Columbo)

### Miglior attore in una serie commedia o musicale
- Jack Klugman - La strana coppia (The Odd Couple)
- Carroll O'Connor - Arcibaldo (All in the Family)
- Dom DeLuise - Lotsa Luck (Lotsa Luck)
- Alan Alda - M*A*S*H (M*A*S*H)
- Redd Foxx - Sanford and son (Sanford and Son)

### Miglior attrice in una serie drammatica
- Lee Remick - Los Angeles quinto distretto di polizia (The Blue Knight)
- Julie London - Emergency! (Emergency!)
- Emily McLaughlin - General Hospital (General Hospital)
- Susan Saint James - McMillan e signora (McMillan & Wife)
- Michael Learned - Una famiglia americana (The Waltons)

### Miglior attrice in una serie commedia o musicale
- Jean Stapleton - Arcibaldo (All in the Family)
- Cher - The Sonny and Cher Comedy Hour (The Sonny and Cher Comedy Hour)
- Carol Burnett - The Carol Burnett Show (The Carol Burnett Show)
- Mary Tyler Moore - Mary Tyler Moore (The Mary Tyler Moore Show)
- Beatrice Arthur - Maude (Maude)

### Miglior attore non protagonista in una serie
- McLean Stevenson - M*A*S*H
- Rob Reiner - Arcibaldo (All in the Family)
- Harvey Korman - The Carol Burnett Show (The Carol Burnett Show)
- Strother Martin - Hawkins (Hawkins)
- Edward Asner - Mary Tyler Moore (The Mary Tyler Moore Show)
- Will Geer - Una famiglia americana (The Waltons)

### Miglior attrice non protagonista in una serie
- Ellen Corby - Una famiglia americana (The Waltons)
- Sally Struthers - Arcibaldo (All in the Family)
- Loretta Swit - M*A*S*H (M*A*S*H)
- Gail Fisher - Mannix (Mannix)
- Valerie Harper - Mary Tyler Moore (The Mary Tyler Moore Show)

## Premi onorari
- Golden Globe alla carriera: Bette Davis
- Henrietta Award
  - Il migliore attore del mondo: Marlon Brando
  - La miglior attrice del mondo: Elizabeth Taylor